# Polen op de Olympische Zomerspelen 1972
Polen nam deel aan de Olympische Zomerspelen 1972 in München, West-Duitsland. Er werden 7 gouden medailles behaald, samen met de Spelen in 1964, 1976 en 1996 was dit het hoogste aantal gouden medailles.

## Medailleoverzicht
| Sport         | Olympiër | Onderdeel                | Medaille |
| ------------- | --- | ------------------------ | -------- |
| Atletiek      | Władysław Komar | kogelstoten (m)          | Goud     |
| Boksen        | Jan Szczepański | -60kg (m)                | Goud     |
| Gewichtheffen | Zygmunt Smalcerz | -52kg (m)                | Goud     |
| Schermen      | Witold Woyda | floret (m)               | Goud     |
| Schermen      | Marek Dąbrowski Jerzy Kaczmarek Lech Koziejowski Witold Woyda Arkadiusz Godel | floret team (m)          | Goud     |
| Schietsport   | Józef Zapędzki | 25m snelvuurpistool      | Goud     |
| Voetbal       | Zygmunt Anczok Lesław Ćmikiewic Kazimierz Deyna Robert Gadocha Jerzy Gorgoń Zbigniew Gut Andrzej Jarosik Kazimierz Kmiecik Hubert Kostka Jerzy Kraska Grzegorz Lato Włodzimierz Lubański Joachim Marx Zygmunt Maszczyk Marian Ostafiński Marian Szeja Zygfryd Szołtysik Antoni Szymanowski Ryszard Szymczak | mannen                   | Goud     |
| Boksen        | Wiesław Rutkowski | -71kg (m)                | Zilver   |
| Boogschieten  | Irena Szydłowska | individueel (v)          | Zilver   |
| Gewichtheffen | Norbert Ozimek | -82,5kg (m)              | Zilver   |
| Judo          | Antoni Zaijkowski | -70kg (m)                | Zilver   |
| Wielersport   | Lucjan Lis Edward Barcik Stanisław Szozda Ryszard Szurkowski | ploegentijdrit (m)       | Zilver   |
| Atletiek      | Ryszard Katus | tienkamp (m)             | Brons    |
| Atletiek      | Irena Szewińska | 200m (v)                 | Brons    |
| Boksen        | Leszek Błażyński | -51kg (m)                | Brons    |
| Boksen        | Janusz Gortat | -81kg (m)                | Brons    |
| Gewichtheffen | Zbigniew Kaczmarek | -67,5kg (m)              | Brons    |
| Kanovaren     | Władysław Szuszkiewicz Rafał Piszcz | K-2 1000m (m)            | Brons    |
| Wielersport   | Andrzej Bek Benedykt Kocot | tandem (m)               | Brons    |
| Worstelen     | Kazimierz Lipień | -62kg Grieks-Romeins (m) | Brons    |
| Worstelen     | Czesław Kwieciński | -90kg Grieks-Romeins (m) | Brons    |

## Deelnemers en resultaten

### Atletiek
| Olympiër                                                                | Onderdeel                | Resultaat | Prestatie |
| ----------------------------------------------------------------------- | ------------------------ | --------- | --- |
| Tadeusz Cuch                                                            | 100m (m)                 | 62e       | serie 2: 5de in 10,89 |
| Zenon Nowosz                                                            | 100m (m)                 | 7e        | serie 12: 3de in 10,36 kwartfinale 3: 4de in 10,40 halve finale 2: 4de in 10,42 finale: 7de in 10,46 |
| Stanisław Wagner                                                        | 100m (m)                 | 28e       | serie 5: 3de in 10,62 kwartfinale 2: 4de in 10,61 |
| Zenon Nowosz                                                            | 200m (m)                 | DNS       | serie 1: niet gestart |
| Andrzej Badeński                                                        | 400m (m)                 | 14e       | serie 1: 1ste in 46,21 kwartfinale 5: 2de in 46,19 halve finale 1: 8ste in 46,38 |
| Zbigniew Jaremski                                                       | 400m (m)                 | DNF       | serie 9: 2de in 46,20 kwartfinale 4: 3de in 46,52 halve finale 2: niet gestart |
| Jan Werner                                                              | 400m (m)                 | 12e       | serie 6: 4de in 45,93 kwartfinale 1: 3de in 46,02 halve finale 2: 6de in 46,26 |
| Andrzej Kupczyk                                                         | 800m (m)                 | 7e        | serie 5: 2de in 1.48,5 halve finale 3: 4de in 1.46,7 finale: 7de in 1.47,10 |
| Henryk Szordykowski                                                     | 1500m (m)                | 20e       | serie 3: 3de in 3.44,2 halve finale 2: 6de in 3.42,5 |
| Bronisław Malinowski                                                    | 5000m (m)                | 26e       | serie 5: 8ste in 13.48,2 |
| Marek Jóźwik                                                            | 110m horden (m)          | 10e       | serie 4: 2de in 14,06 halve finale 2: 5de in 14,06 |
| Leszek Wodzyński                                                        | 110m horden (m)          | 6e        | serie 1: 3de in 14,03 halve finale 1: 3de in 13,81 finale: 6de in 13,72 |
| Mirosław Wodzyński                                                      | 110m horden (m)          | 16e       | serie 2: 4de in 14,02 halve finale 1: 8ste in 14,63 |
| Tadeusz Kulczycki                                                       | 400m horden (m)          | 13e       | serie 1: 4de in 50,19 halve finale 2: 5de in 50,80 |
| Bronisław Malinowski                                                    | 3000m steeplechase (m)   | 4e        | serie 4: 2de in 8.28,2 finale: 4de in 8.28,0 |
| Kazimierz Maranda                                                       | 3000m steeplechase (m)   | 40e       | serie 1: 10de in 8.50,4 |
| Tadeusz Zieliński                                                       | 3000m steeplechase (m)   | 39e       | serie 1: 11de in 8.49,8 |
| Stanisław Wagner Tadeusz Cuch Jerzy Czerbniak Zenon Nowosz              | 4x100m (m)               | 6e        | serie 3: 1ste in 39,11 halve finale 1: 3de in 38,90 finale: 6de in 39,03 |
| Jan Werner Jan Balachowski Zbigniew Jaremski Andrzej Badeński           | 4x400m (m)               | 5e        | serie 3: 1ste in 3.02,52 finale: 5de in 3.01,05 |
| Edward Stawiarz                                                         | marathon (m)             | 40e       | 2:28.12 |
| Tadeusz Gorzechowski                                                    | 20km snelwandelen (m)    | DNS       | niet gestart |
| Ludomir Nitkowski                                                       | 20km snelwandelen (m)    | DNS       | niet gestart |
| Jan Ornoch                                                              | 20km snelwandelen (m)    | 7e        | 1:32.01,6 |
| Winicjusz Nowosielski                                                   | 50km snelwandelen (m)    | DNS       | niet gestart |
| Jan Ornoch                                                              | 50km snelwandelen (m)    | DNF       | niet gefinisht |
| Andrzej Siennicki                                                       | 50km snelwandelen (m)    | DNS       | niet gestart |
| Grzegorz Cybulski                                                       | verspringen (m)          | 12e       | kwalificatie groep A: 2de met 8,01m finale: 12de met 7,58m |
| Jerzy Homziuk                                                           | verspringen (m)          | 20e       | kwalificatie groep A: 13de met 7,63m |
| Jan Kobuszewski                                                         | verspringen (m)          | DNS       | kwalificatie groep B: niet gestart |
| Michał Joachimowski                                                     | hink-stap-springen (m)   | 7e        | kwalificatie groep B: 2de met 16,43m finale: 7de met 16,69m |
| Bogusław Białek                                                         | hoogspringen (m)         | 7e        | kwalificatie groep B: niet gestart |
| Wojciech Buciarski                                                      | polsstokhoogspringen (m) | 12e       | kwalificatie groep B: 5de met 5,00m finale: 10de met 5,00m |
| Tadeusz Ślusarski                                                       | polsstokhoogspringen (m) | DNF       | kwalificatie groep B: 4de met 5,00m finale: geen geldige poging |
| Władysław Komar                                                         | kogelstoten (m)          | Goud      | kwalificatie groep A: 1ste met 20,60m finale: 1ste met 21,18m (OR) |
| Stanisław Lubiejewski                                                   | kogelslingeren (m)       | 23e       | kwalificatie groep A: 12de met 64,80m |
| Tadeusz Janczenko                                                       | tienkamp (m)             | 8e        | 100m: 1ste in 10,64 verspringen: 7de met 7,28m kogelstoten: 7de met 14,45m hoogspringen: 3de met 2,04m 400m: 11de in 49,06 110m horden: 25ste in 16,89 discuswerpen: 8ste met 45,26m polsstokhoogspringen: 6de met 4,50m speerwerpen: 5de met 63,80m 1500m: 21ste in 5.01,5 totaal: 7861 punten |
| Ryszard Katus                                                           | tienkamp (m)             | Brons     | 100m: 7de in 10,89 verspringen: 15de met 7,09m kogelstoten: 11de met 14,39m hoogspringen: 11de met 1,92m 400m: 12de in 49,11 110m horden: 2de in 14,41 discuswerpen: 13de met 43,00m polsstokhoogspringen: 6de met 4,50m speerwerpen: 10de met 59,96m 1500m: 10de in 4.31,9 totaal: 7984 punten |
| Ryszard Skowronek                                                       | tienkamp (m)             | DNF       | 100m: 4de in 10,78 verspringen: 4de met 7,42m kogelstoten: 14de met 14,24m hoogspringen: 9de met 1,98m 400m: 5de in 48,08 110m horden: 19de in 15,74 discuswerpen: 27ste met 33,66m polsstokhoogspringen: niet gestart                                                                          |
|                                                                         |                          |           | |
| Irena Szewińska                                                         | 100m (v)                 | 13e       | serie 6: 2de in 11,33 kwartfinale 2: 2de in 11,49 halve finale 2: 6de in 11,54 |
| Irena Szewińska                                                         | 200m (v)                 | Brons     | serie 5: 1ste in 23,37 kwartfinale 1: 1ste in 22,79 halve finale 1: 3de in 22,92 finale: 3de in 22,74 |
| Krystyna Kacperczyk                                                     | 400m (v)                 | 30e       | serie 2: 5de in 53,85 kwartfinale 4: 8ste in 54,39 |
| Danuta Piecyk                                                           | 400m (v)                 | 17e       | serie 7: 3de in 53,08 kwartfinale 3: 5de in 52,62 |
| Bożena Zientarska                                                       | 400m (v)                 | 34e       | serie 4: 5de in 54,20 |
| Elżbieta Skowrońska                                                     | 800m (v)                 | 19e       | serie 2: 4de in 2.03,26 |
| Teresa Nowak                                                            | 100m horden (v)          | 5e        | serie 1: 3de in 13,16 halve finale 1: 4de in 13,10 finale: 5de in 13,17 |
| Grażyna Rabsztyn                                                        | 100m horden (v)          | 8e        | serie 3: 1ste in 13,29 halve finale 2: 4de in 13,24 finale: 7de in 13,44 |
| Danuta Straszyńska                                                      | 100m horden (v)          | 6e        | serie 2: 2de in 13,03 halve finale 2: 2de in 12,91 finale: 6de in 13,18 |
| Helena Kerner Barbara Bakulin Urszula Jóźwik Danuta Jedrejek            | 4x100m (v)               | 8e        | serie 1: 4de in 44,19 finale: 8ste in 44,20 |
| Bozena Zientarska Krystyna Kacperczyk Elzbieta Skowronska Danuta Piecyk | 4x040m (v)               | DSQ       | serie 2: gediskwalificeerd |
| Irena Szewinska                                                         | verspringen (v)          | DNS       | kwalificatie groep B: niet gestart |
| Ludwika Chlewińska                                                      | kogelstoten (v)          | 10e       | kwalificatie: 10de met 17,40m finale: 10de met 18,24m |
| Krystyna Nadolna                                                        | discuswerpen (v)         | 15e       | kwalificatie: 15de met 52,52m |
| Ewa Gryziecka                                                           | speerwerpen (v)          | 7e        | kwalificatie: 11de met 53,68m finale: 7de met 57,00m |
| Daniela Jaworska                                                        | speerwerpen (v)          | 14e       | kwalificatie: 14de met 52,40m |

### Basketbal
| Olympiër | Onderdeel | Resultaat | Prestatie |
| --- | --------- | --------- | --- |
| Ryszard Bialowas Janusz Ceglinski Jan Dolczewski Eugeniusz Durejko Andrzej Kasprzak Grzegorz Korcz Waldemar Kozak Piotr Langosz Mieczyslaw Lopatka Franciszek Niemiec Andrzej Pasiorowski Andrzej Seweryn | mannen    | 10e       | groep B: 6de W van Filipijnen: 90-75 V van Joegoslavië: 64-85 W van Senegal: 95-59 V van Sovjet-Unie: 64-94 V van Italië: 59-71 V van Bondsrepubliek Duitsland: 65-67 V van Puerto Rico: 83-85 9-12de plek: W van Spanje: 87-68 9-10de plek: V van Australië: 83-91 |

| Groep B |                          |             |             |             |            |            |            |        |
| #       | Land                     | Wedstrijden | Wedstrijden | Wedstrijden | Doelpunten | Doelpunten | Doelpunten | Punten |
| #       | Land                     | G           | W           | V           | V          | T          | Saldo      | Punten |
| 1       | Sovjet-Unie              | 7           | 7           | 0           | 639        | 479        | +160       | 14     |
| 2       | Italië                   | 7           | 5           | 2           | 547        | 471        | +76        | 12     |
| 3       | Joegoslavië              | 7           | 5           | 2           | 582        | 484        | +98        | 12     |
| 4       | Puerto Rico              | 7           | 5           | 2           | 570        | 531        | +39        | 12     |
| 5       | Bondsrepubliek Duitsland | 7           | 3           | 4           | 482        | 518        | -36        | 10     |
| 6       | Polen                    | 7           | 2           | 5           | 520        | 536        | -16        | 9      |
| 7       | Filipijnen               | 7           | 1           | 6           | 526        | 666        | -140       | 8      |
| 8       | Senegal                  | 7           | 0           | 7           | 405        | 586        | -181       | 7      |

| Ronde       | Datum   | Plaats                   | Land  | Score       | Land |
| ----------- | ------- | ------------------------ | ----- | ----------- | ---- |
| Groepsfase  |         |                          |       |             |      |
| 27 augustus | München | Polen                    | 90-75 | Filipijnen  |      |
| 28 augustus | München | Polen                    | 64-85 | Joegoslavië |      |
| 29 augustus | München | Senegal                  | 59-95 | Polen       |      |
| 30 augustus | München | Sovjet-Unie              | 94-64 | Polen       |      |
| 1 september | München | Italië                   | 71-59 | Polen       |      |
| 2 september | München | Bondsrepubliek Duitsland | 67-65 | Polen       |      |
| 3 september | München | Polen                    | 83-85 | Puerto Rico |      |
| 9-12de plek |         |                          |       |             |      |
| 5 september | München | Spanje                   | 76-87 | Polen       |      |
| 9-10de plek |         |                          |       |             |      |
| 9 september | München | Polen                    | 83-91 | Australië   |      |

### Boksen
| Olympiër                | Onderdeel   | Resultaat | Prestatie |
| ----------------------- | ----------- | --------- | --- |
| Roman Rożek             | -48kg (m)   | 17e       | 1ste ronde: V van KOR Lee: 0-5 |
| Leszek Błażyński        | -51kg (m)   | Brons     | 1ste ronde: vrij 2de ronde: W van IND Narayanan: 3-2 3de ronde: W van MEX Delgado: 5-0 kwartfinale: W van KOR You: 3-2 halve finale: V van BUL Kostadinov: 0-5                                     |
| Józef Reszpondek        | -54kg (m)   | 33e       | 1ste ronde: V van FRA Cosentino: 0-5 |
| Ryszard Tomczyk         | -57kg (m)   | 9e        | 1ste ronde: W van MEX García: 4-1 2de ronde: W van SUI Vogel: knock-out 3de ronde: V van URS Kuznetsov: 0-5                                                                                        |
| Jan Szczepański         | -60kg (m)   | Goud      | 1ste ronde: vrij 2de ronde: W van SUD Marchlo: 5-0 3de ronde: W van USA Busceme: 5-0 kwartfinale: W van IRL Nash: knock-out halve finale: W van KEN Mbugua: walk-over finale: W van HUN Orbán: 5-0 |
| Krzysztof Pierwieniecki | -63;5kg (m) | 17e       | 1ste ronde: V van ARG Gomez: 0-5 |
| Alfons Stawski          | -63,5kg (m) | 17e       | 1ste ronde: vrij 2de ronde: V van KEN Murunga: 1-4 |
| Wiesław Rudkowski       | -71kg (m)   | Zilver    | 1ste ronde: vrij 2de ronde: W van ITA Castellini: 5-0 3de ronde: W van BUL Stanchev: 5-0 kwartfinale: W van CUB Garbey: 4-1 halve finale: W van GDR Tiepold: 4-1 finale: V van FRG Kottysch: 2-3   |
| Witold Stachurski       | -75kg (m)   | 5e        | 1ste ronde: vrij 2de ronde: W van KEN Dula: 4-1 kwartfinale: V van FIN Virtanen: knock-out |
| Janusz Gortat           | -81kg (m)   | Brons     | 1ste ronde: W van TCH Kral: 5-0 2de ronde: W van USA Russell: 3-2 kwartfinale: W van FRG Hornig: knock-out halve finale: V van YUG Parlov: 0-5                                                     |
| Ludwik Denderys         | +81kg (m)   | 17e       | 1ste ronde: V van CUB Stevenson: knock-out |

### Boogschieten
| Olympiër                 | Onderdeel       | Resultaat | Prestatie                                                                                |
| ------------------------ | --------------- | --------- | ---------------------------------------------------------------------------------------- |
| Tomasz Lezanski          | individueel (m) | 46e       | 1ste ronde: 41ste met 1128 punten 2de ronde: 48ste met 1109 punten totaal: 2237 punten   |
|                          |                 |           |                                                                                          |
| Maria Mączyńska          | individueel (m) | 6e        | 1ste ronde: 12de met 1173 punten 2de ronde: 5de met 1198 punten totaal: 2371 punten      |
| Jadwiga Szoszler-Wilejto | individueel (m) | 18e       | 1ste ronde: 14de met 1165 punten 2de ronde: 22ste met 1132 punten totaal: 2297 punten    |
| Irena Szydłowska         | individueel (m) | Zilver    | 1ste ronde: 1ste met 1224 punten (OR) 2de ronde: 9de met 1183 punten totaal: 2407 punten |

### Gewichtheffen
| Olympiër             | Onderdeel   | Resultaat | Prestatie                                                                                       |
| -------------------- | ----------- | --------- | ----------------------------------------------------------------------------------------------- |
| Waldemar Korcz       | -52kg (m)   | DNF       | duwen: 5de met 102,5kg trekken: 9de met 92,5kg stoten: geen geldige poging                      |
| Zygmunt Smalcerz     | -52kg (m)   | Goud      | duwen: 1ste met 112,5kg (OR) trekken: 2de met 100kg stoten: 3de met 125kg totaal: 337,5kg (OR). |
| Grzegorz Cziura      | -56kg (m)   | DNF       | duwen: 4de met 120kg trekken: 7de met 102,5kg stoten: geen geldige poging                       |
| Grzegorz Cziura      | -56kg (m)   | 4e        | duwen: 3de met 122,5kg trekken: 3de met 107,5kg stoten: 6de met 135kg totaal: 365kg             |
| Mieczysław Nowak     | -60kg (m)   | 7e        | duwen: 8ste met 120kg trekken: 8ste met 110kg stoten: 6de met 145kg totaal: 375kg               |
| Jan Wojnowski        | -60kg (m)   | DNF       | duwen: 7de met 120kg trekken: 1ste met 120kg stoten: geen geldige poging                        |
| Waldemar Baszanowski | -67,5kg (m) | 4e        | duwen: 5de met 142,5kg trekken: 3de met 130kg stoten: 6de met 162,5kg totaal: 435kg             |
| Zbigniew Kaczmarek   | -67,5kg (m) | Brons     | duwen: 4de met 145kg trekken: 2de met 130kg stoten: 3de met 167,5kg totaal: 437,5kg             |
| Norbert Ozimek       | -82,5kg (m) | Zilver    | duwen: 4de met 165kg trekken: 4de met 145kg stoten: 2de met 187,5kg totaal: 497,5kg             |

### Handbal
| Olympiër | Onderdeel | Resultaat | Prestatie |
| --- | --------- | --------- | --- |
| Zdzisław Antczak Zbigniew Dybol Franciszek Gąsior Jan Gmyrek Bogdan Kowalczyk Zygfryd Kuchta Andrzej Lech Jerzy Melcer Helmut Pniocinski Wladyslaw Popielarski Hendryk Rozmiarek Andrzej Sokołowski Engelbert Szolc Andrzej Szymczak Wlodzimierz Wachowicz Robert Zawada | mannen    | 10e       | groep A: 3de G van Zweden: 13-13 W van Denemarken: 11-8 V van Sovjet-Unie: 11-17 9-12de plek: W van IJsland: 20-17 9-10de plek: V van Noorwegen: 20-23 |

| Groep A |             |             |             |             |             |            |            |            |        |
| #       | Land        | Wedstrijden | Wedstrijden | Wedstrijden | Wedstrijden | Doelpunten | Doelpunten | Doelpunten | Punten |
| #       | Land        | G           | W           | G           | V           | V          | T          | Saldo      | Punten |
| 1       | Sovjet-Unie | 3           | 1           | 2           | 0           | 40         | 34         | +6         | 4      |
| 2       | Zweden      | 3           | 1           | 2           | 0           | 40         | 34         | +6         | 4      |
| 3       | Polen       | 3           | 1           | 1           | 1           | 35         | 38         | -3         | 3      |
| 4       | Denemarken  | 3           | 0           | 1           | 2           | 30         | 39         | -2         | 1      |

| Ronde        | Datum   | Plaats      | Land  | Score     | Land |
| ------------ | ------- | ----------- | ----- | --------- | ---- |
| Groepsfase   |         |             |       |           |      |
| 30 augustus  | München | Zweden      | 13-13 | Polen     |      |
| 1 september  | München | Denemarken  | 8-11  | Polen     |      |
| 3 september  | München | Sovjet-Unie | 17-11 | Polen     |      |
| 9-12de plek  |         |             |       |           |      |
| 7 september  | München | Polen       | 20-17 | IJsland   |      |
| 13-14de plek |         |             |       |           |      |
| 9 september  | München | Polen       | 20-23 | Noorwegen |      |

### Hockey
| Olympiër | Onderdeel | Resultaat | Prestatie |
| --- | --------- | --------- | --- |
| Jerzy Choroba Aleksander Ciazynski Boleslaw Czainski Jerzy Czajka Henryk Grotowski Stanislaw Iskrzynski Zbigniew Juszczak Stanislaw Kasprzyk Stanislaw Kazmierczak Marek Krus Zbigniew Loj Wlodzimierz Matuszynski Stefan Otulakowski Ryszard Twardowski Stanislaw Wegnerski Aleksander Wrona Józef Wybieralski Witold Ziaja | mannen    | 12e       | groep B: 6de W van Kenia: 1-0 V van Nederland: 2-4 W van Mexico: 3-0 G van India: 2-2 G van Nieuw-Zeeland: 3-3 V van Australië: 0-1 V van Groot-Brittannië: 1-2 11-12de plek: W van Frankrijk: 4-4 (3-0) |

| Groep B |                  |             |             |             |             |            |            |            |        |
| #       | Land             | Wedstrijden | Wedstrijden | Wedstrijden | Wedstrijden | Doelpunten | Doelpunten | Doelpunten | Punten |
| #       | Land             | G           | W           | G           | V           | V          | T          | Saldo      | Punten |
| 1       | India            | 7           | 5           | 2           | 0           | 25         | 8          | +17        | 12     |
| 2       | Nederland        | 7           | 5           | 1           | 1           | 20         | 9          | +11        | 11     |
| 3       | Groot-Brittannië | 7           | 4           | 1           | 2           | 15         | 10         | +5         | 9      |
| 4       | Australië        | 7           | 3           | 2           | 2           | 18         | 8          | +10        | 8      |
| 5       | Nieuw-Zeeland    | 7           | 2           | 3           | 2           | 16         | 11         | +5         | 7      |
| 6       | Polen            | 7           | 2           | 2           | 3           | 12         | 12         | 0          | 6      |
| 7       | Kenia            | 7           | 1           | 1           | 5           | 8          | 17         | -9         | 3      |
| 8       | Mexico           | 7           | 0           | 0           | 7           | 1          | 40         | -39        | 0      |

| Ronde        | Datum   | Plaats           | Land      | Score         | Land |
| ------------ | ------- | ---------------- | --------- | ------------- | ---- |
| Groepsfase   |         |                  |           |               |      |
| 27 augustus  | München | Polen            | 1-0       | Kenia         |      |
| 28 augustus  | München | Nederland        | 4-2       | Polen         |      |
| 30 augustus  | München | Mexico           | 0-3       | Polen         |      |
| 31 augustus  | München | Polen            | 2-2       | India         |      |
| 2 september  | München | Polen            | 3-3       | Nieuw-Zeeland |      |
| 3 september  | München | Australië        | 1-0       | Polen         |      |
| 4 september  | München | Groot-Brittannië | 2-        | Polen         |      |
| 11-12de plek |         |                  |           |               |      |
| 8 september  | München | Australië        | 4-4 (0-3) | Polen         |      |

### Judo
| Olympiër          | Onderdeel | Resultaat | Prestatie |
| ----------------- | --------- | --------- | --- |
| Marian Tałaj      | -63kg (m) | 11e       | 1ste ronde: W van AUS Moffitt: seoi-nage 2de ronde: W van YUG Topolčnik: yusei-gachi kwartfinale: V van CUB Rodríguez: yusei-gachi |
| Antoni Zajkowski  | -70kg (m) | Zilver    | 1ste ronde: W van NCA García: Kami-shiho-gatame 2de ronde: W van PUR Brito: waza-ari kwartfinale: W van FRA Vial: yusei-gachi halve finale: V van JPN Nomura: waza-ari herkansingen: W van HUN Hetényi: yusei-gachi finale: V van JPN Nomura: seoi-nage |
| Adam Adamczyk     | -83kg (m) | 19e       | 1ste ronde: vrij 2de ronde: V van NZL Littlewood: Kami-shiho-gatame |
| Włodzimierz Lewin | -93kg (m) | 9e        | 1ste ronde: W van IRL Murphy: yusei-gachi 2de ronde: V van FRG Barth: yusei-gachi herkansingen: V van GDR Howiller: yusei-gachi |
| Waldemar Sikorski | +93kg (m) | DNS       | 1ste ronde: vrij 2de ronde: niet gestart |

### Kanovaren
| Olympiër                                                                   | Onderdeel     | Resultaat | Prestatie                                                                           |
| Slalom                                                                     | Slalom        | Slalom    | Slalom                                                                              |
| -------------------------------------------------------------------------- | ------------- | --------- | ----------------------------------------------------------------------------------- |
| Jan Frączek Ryszard Seruga                                                 | C-2 (m)       | 5e        | run 1: 5de in 366,21 run 2: 4de in 386,78                                           |
| Jerzy Jeż Wojciech Kudlik                                                  | C-2 (m)       | 13e       | run 1: niet gefinisht run 2: 8ste in 416,10                                         |
| Maciej Rychta Zbigniew Leśniak                                             | C-2 (m)       | 17e       | run 1: 12de in 459,64 run 2: 12de in 455,70                                         |
| Wojciech Gawroński                                                         | K-1 (m)       | 23e       | run 1: 14de in 343,10 run 2: 19de in 355,11                                         |
| Jerzy Stanuch                                                              | K-1 (m)       | 14e       | run 1: 8ste in 317,09 run 2: 34ste in 480,52                                        |
|                                                                            |               |           |                                                                                     |
| Maria Ćwiertniewicz                                                        | K-1 (v)       | 4e        | run 1: 3de in 450,64 run 2: 3de in 432,30                                           |
| Kunegunda Godawska-Olchawa                                                 | K-1 (v)       | 5e        | run 1: 5de in 473,26 run 2: 4de in 441,05                                           |
| Sprint                                                                     |               |           |                                                                                     |
| Jerzy Opara                                                                | C-1 1000m (m) | 9e        | serie 1: 3de in 4.32,39 finale: 9de in 4.21,05                                      |
| Jan Żukowski Andrzej Gronowicz                                             | C-2 1000m (m) | 11e       | serie 1: 5de in 4.27,94 herkansingen: 3de in 4.05,42 halve finale 3: 4de in 4.01,40 |
| Grzegorz Śledziewski                                                       | K-1 1000m (m) | 8e        | serie 3: 3de in 4.03,40 halve finale 1: 2de in 3.55,45 finale: 8ste in 3.55,22      |
| Władysław Szuszkiewicz Rafal Piszcz                                        | K-2 1000m (m) | Brons     | serie 2: 2de in 3.48,13 halve finale 1: 2de in 3.34,50 finale: 3de in 3.33,63       |
| Zbigniew Niewiadomski Jerzy Dziadkowiec Zdzisław Tomyślak Andrzej Matysiak | K-4 1000m (m) | 13e       | serie 3: 2de in 3.24,59 halve finale 2: 4de in 3.12,46                              |
|                                                                            |               |           |                                                                                     |
| Stanisława Szydłowska                                                      | K-1 500m (v)  | 10e       | serie 1: 5de in 2.14,75 herkansingen: 2de in 2.10,04 halve finale 1: 4de in 2.08,89 |
| Izabella Antonowicz Ewa Grajkowska                                         | K-2 500m (v)  | 6e        | serie 1: 4de in 2.04,30 halve finale: 1ste in 1.55,50 finale: 6de in 1.57,45        |

### Moderne vijfkamp
| Olympiër                                           | Onderdeel       | Resultaat | Prestatie |
| -------------------------------------------------- | --------------- | --------- | --- |
| Janusz Pyciak-Peciak                               | individueel (m) | 21e       | paardensport: 11de met 1070 punten schermen: 11de met 36 overwinningen schietsport: 58ste met 174 punten zwemmen: 26ste in 3.46,6 atletiek: 5de met 13.01,8 totaal: 4817 punten     |
| Stanisław Skwira                                   | individueel (m) | 40e       | paardensport: 56ste met 785 punten schermen: 24ste met 30 overwinningen schietsport: 26ste met 187 punten zwemmen: 7de in 3.34,3 atletiek: 55ste in 14.47,9 totaal: 4486 punten     |
| Ryszard Wach                                       | individueel (m) | 13e       | paardensport: 5de met 1100 punten schermen: 37ste met 26 overwinningen schietsport: 8ste met 192 punten zwemmen: 22ste in 3.44,5 atletiek: 18de in 13.33,2 totaal: 4973 punten      |
| Janusz Pyciak-Peciak Stanisław Skwira Ryszard Wach | team (m)        | 8e        | paardensport: 11de met 2955 punten schermen: 8ste met 2420 punten schietsport: 12de met 2362 punten zwemmen: 4de met 3296 punten atletiek: 9de met 3252 punten totaal: 14285 punten |

### Paardensport
| Olympiër                                                           | Onderdeel   | Resultaat | Prestatie |
| Eventing                                                           | Eventing    | Eventing  | Eventing |
| ------------------------------------------------------------------ | ----------- | --------- | --- |
| Marek Małecki                                                      | individueel | 31e       | dressuur: 30ste met 57,00 strafpunten cross-country: 31ste met 32,00 strafpunten springconcours: 28ste met 20,00 strafpunten totaal: 109,00 strafpunten |
| Wojciech Mickunas                                                  | individueel | DNF       | dressuur: 49ste met 64,67 strafpunten cross-country: niet gefinisht                                                                                     |
| Jan Skoczylas                                                      | individueel | 36e       | dressuur: 13de met 45,33 strafpunten cross-country: 36ste met 132,13 strafpunten springconcours: 16de met 10,00 strafpunten totaal: 142,13 strafpunten  |
| Jacek Wierzchowiecki                                               | individueel | 18e       | dressuur: 7de met 39,67 strafpunten cross-country: 18de met 10,47 strafpunten springconcours: 28ste met 20,00 strafpunten totaal: 30,47 strafpunten     |
| Jacek Wierzchowiecki Marek Małecki Jan Skoczylas Wojciech Mickunas | team        | 10e       | dressuur: 5de met 142,00 strafpunten cross-country: 13de met 34,80 punten springconcours: 10de met 50,00 strafpunten totaal: 281,60 strafpunten         |
| Springconcours                                                     |             |           | |
| Stefan Grodzicki                                                   | individueel | 17e       | 1ste ronde: 13de met 8 strafpunten |
| Marian Kozicki                                                     | individueel | 21e       | 1ste ronde: 21ste met 8,50 strafpunten |
| Marian Kozicki Stefan Grodzicki Piotr Wawryniuk Jan Kowalczyk      | team        | 12e       | 1ste ronde: 12de met 107,25 strafpunten |

### Roeien
| Olympiër | Onderdeel       | Resultaat | Prestatie |
| --- | --------------- | --------- | --- |
| Roman Kowalewski Kazimierz Lewandowski | dubbel-twee (m) | 12e       | serie 2: 5de in 7.21,05 herkansingen: 2de in 7.08,27 halve finale 2: 6de in 7.59,52 finale B: 6de in 7.31,97 |
| Alfons Ślusarski Jerzy Broniec | twee-zonder (m) | 5e        | serie 2: 2de in 7.24,16 herkansingen: 1ste in 7.34,77 halve finale 1: 1ste in 7.42,41 finale: 5de in 7.02,24 |
| Wojciech Repsz Wiesław Długosz Jacek Rylski | twee-met (m)    | 6e        | serie 2: 2de in 7.57,23 herkansingen: 2de in 8.10,87 halve finale 1: 3de in 8.20,69 finale: 6de in 7.28,92   |
| Jerzy Ulczyński Marian Siejkowski Krzysztof Marek Jan Młodzikowski Grzegorz Stellak Marian Drażdżewski Ryszard Giło Sławomir Maciejowski Ryszard Kubiak | acht (m)        | 6e        | serie 2: 4de in 6.26,95 herkansingen: 3de in 6.16,23 halve finale 2: 3de in 6.31,10 finale: 6de in 6.29,35   |

### Schermen
| Olympiër                                                                                              | Onderdeel       | Resultaat | Prestatie |
| --- | --------------- | --------- | --- |
| Bogdan Gonsior                                                                                        | degen (m)       | 13e       | 1ste ronde groep 2: 4de V van FRG Hehn: 2-5 V van ITA Granieri: 4-5 V van MEX Stephens: 4-5 W van CAN Wong: 5-2 W van LIB Chekr: 5-1 2de ronde groep 6: 2de V van HUN Kulcsár: 2-5 W van AUT Müller: 5-3 V van GDR Melzig: 4-5 W van SWE Jönsson: 5-1 W van MEX Stephens: 5-2 kwartfinale 1: 4de W van ROU Pongratz: 5-4 V van URS Paramonov: 2-5 W van AUT Trost: 5-3 W van FRA Brodin: 4-5 W van HUN Schmitt: 5-4 |
| Jerzy Janikowski                                                                                      | degen (m)       | 8e        | 1ste ronde groep 8: 3de V van URS Valetov: 3-5 G van FRA Brodin: 5-5 W van NOR Mørch: 5-4 W van HKG Elliott: 5-0 W van PUR Maldonado: 5-4 2de ronde groep 4: 2de W van HUN Schmitt: 5-4 W van SUI Giger: 5-4 W van USA Netburn: 5-4 W van GDR Schulze: 5-3 V van ROU Istrate: 2-5 kwartfinale 4: 2de V van GDR Melzig: 2-5 G van URS Valetov: 5-5 W van LUX Schiel: 5-3 W van SUI Loetscher: 5-4 W van FIN Hurme: 5-4 halve finale 2: 4de V van ROU Pongratz: 4-5 V van FRA Ladègaillerie: 2-5 V van HUN Fenyvesi: 3-5 W van URS Valetov: 5-4 W van URS Kriss: 5-3 |
| Henryk Nielaba                                                                                        | degen (m)       | 14e       | 1ste ronde groep 9: 3de W van GBR Paul: 5-4 W van GRE Ntourakos: 5-4 W van MON Seneca: 5-4 V van USA Melcher: 3-5 V van LUX Anen: 3-5 2de ronde groep 3: 1ste W van AUT Losert: 5-4 W van URS Kriss: 5-3 W van ITA Granieri: 5-3 W van NOR Mørch: 5-4 W van DEN Askjær-Friis: 5-4 kwartfinale 2: 4de V van SUI Giger: 2-5 V van FRA Ladègaillerie: 2-5 W van HUN Fenyvesi: 5-4 W van GDR Uhlig: 5-4 W van ITA Granieri: 5-4 |
| Bohdan Andrzejewski Jerzy Janikowski Henryk Nielaba Kazimierz Barburski Bogdan Gonsior                | degen team (m)  | 6e        | 1ste ronde groep 4: 2de V van Zwitserland: 6-9 W van Luxemburg: 9-6 W van Mexico: 11-5 2de ronde: vrij kwartfinale: V van Hongarije: 1-9 |
| Marek Dąbrowski                                                                                       | floret (m)      | 6e        | 1ste ronde groep 2: 3de V van GBR Paul: 1-5 V van URS Denisov: 4-5 W van ISR Weisenstein: 5-3 W van ITA Simoncelli: 5-2 W van USA Nonna: 5-3 2de ronde groep 3: 2de W van ITA Granieri: 5-4 W van JPN Uehara: 5-2 W van HUN Kamuti: 5-3 W van MEX Calderón: 5-0 V van FRA Talvard: 2-5 kwartfinale 1: 3de V van FRA Revenu: 2-5 V van ROU Țiu: 4-5 W van CUB Jhons: 5-4 W van FRG Reichert: 5-2 W van GBR Paul: 5-1 halve finale 1: 1ste W van HUN Kamuti: 5-3 W van ITA Granieri: 5-3 W van FRA Revenu: 5-4 W van HUN Szabó: 5-4 V van POL Woyda: 4-5 finale: 6de V van HUN Kamuti: 4-5 W van FRA Noël: 2-5 V van ROU Țiu: 1-5 V van URS Denisov: 3-5 V van POL Woyda: 0-5     |
| Lech Koziejowski                                                                                      | floret (m)      | 12e       | 1ste ronde groep 6: 1ste W van HUN Szabó: 5-2 W van GBR Paul: 5-2 W van AUS Simon: 5-3 W van ARG Lúpiz: 5-1 W van LIB Merhi: 5-1 W van HKG Elliott: 5-0 2de ronde groep 2: 1ste W van URS Denisov: 5-1 W van GBR Paul: 5-3 W van ROU Haukler: 5-1 W van CUB Gil: 5-4 W van AUS Simon: 5-1 kwartfinale 2: 1ste W van HUN Kamuti: 5-3 W van URS Koteshev: 5-1 W van JPN Koteshev: 5-0 W van GBR Paul: 5-2 V van FRA Talvard: 1-5 halve finale 2: 6de V van FRA Noël: 2-5 V van URS Denisov: 0-5 V van FRG Wessel: 1-5 V van FRA Talvard: 2-5 W van ROU Țiu: 5-4 |
| Witold Woyda                                                                                          | floret (m)      | Goud      | 1ste ronde groep 5: 1ste W van AUS Benko: 5-4 V van AUT Losert: 0-5 W van ROU Haukler: 5-4 W van CUB Salvat: 5-1 W van LIB Darricau: 5-2 2de ronde groep 1: 2de V van FRA Revenu: 2-5 W van GBR Paul: 5-1 W van ISR Alon: 5-0 W van ARG Vergara: 5-1 V van TCH Koukal: 4-5 kwartfinale 3: 1ste W van URS Denisov: 5-4 W van HUN Szabó: 5-2 W van TCH Koukal: 5-2 W van ARG Saucedo: 5-2 V van JPN Nakajima: 3-5 halve finale 1: 3de W van HUN Kamuti: 5-2 W van ITA Granieri: 5-4 V van FRA Revenu: 4-5 V van HUN Szabó: 1-5 W van POL Dąbrowski: 5-4 finale: 1ste W van HUN Kamuti: 5-3 W van FRA Noël: 5-2 W van ROU Țiu: 5-0 W van URS Denisov: 5-2 W van POL Dąbrowski: 5-0 |
| Marek Dąbrowski Jerzy Kaczmarek Lech Koziejowski Witold Woyda Arkadiusz Godel                         | floret team (m) | Goud      | 1ste ronde groep 1: 2de V van Bondsrepubliek Duitsland: 7-8 W van Italië: 11-5 kwartfinale: W van Japan: 9-5 halve finale: W van Hongarije: 8-7 finale: W van Sovjet-Unie: 9-5 |
| Janusz Majewski                                                                                       | sabel (m)       | 21e       | 1ste ronde groep 8: 2de V van URS Nazlymov: 2-5 W van FRA Bena: 5-3 W van CUB Ortiz: 5-1 W van GRE Chatzisarantos: 5-4 W van MEX Leal: 5-1 2de ronde groep 2: 2de V van ITA Montano: 4-5 W van FRG Convents: 5-4 W van CUB Ortiz: 5-2 W van CUB Salazar: 5-3 V van BUL Mihaylov: 2-5 kwartfinale 4: 6de V van ITA Maffei: 3-5 V van FRA Vallée: 2-5 V van FRG Wischeidt: 2-5 W van HUN Pézsa: 5-4 |
| Józef Nowara                                                                                          | sabel (m)       | 13e       | 1ste ronde groep 6: 3de V van FRA Bonnissent: 4-5 V van AUT Brandstätter: 2-5 W van ROU Budahazi: 5-2 W van SUI Mohos: 5-2 2de ronde groep 6: 4de V van HUN Marót: 3-5 V van BUL Stavrev: 4-5 W van FRA Bonnissent: 5-0 W van ROU Nicolae: 5-1 V van GBR Deanfield: 2-5 kwartfinale 3: 4de V van HUN Marót: 3-5 V van ROU Budahazi: 4-5 W van URS Sidyak: 5-3 W van FRA Bena: 5-4 V van USA Orban: 2-5 |
| Jerzy Pawłowski                                                                                       | sabel (m)       | 7e        | 1ste ronde groep 2: 3de V van ITA Montano: 1-5 V van AUT Prause: 4-5 W van SUI Gombay: 5-3 W van URS Rakita: 5-2 W van HKG Elliott: 5-1 2de ronde groep 3: 1ste W van AUT Prause: 5-1 W van ITA Maffei: 5-4 W van FRG Wischeidt: 5-2 W van USA Orban: 5-3 W van GBR Oldcorn: 5-1 kwartfinale 2: 2de V van HUN Kovács: 3-5 W van CUB Ortiz: 5-0 W van ITA Rigoli: 5-0 W van FRG Höhne: 5-3 V van FRA Bonnissent: 1-5 halve finale 1: 4de V van URS Nazlymov: 1-5 V van HUN Marót: 4-5 V van ITA Maffei: 3-5 W van ROU Budahazi: 5-0 W van FRA Vallée: 5-0 |
| Józef Nowara Krzysztof Grzegorek Zygmunt Kawecki Jerzy Pawłowski Janusz Majewski                      | sabel team (m)  | 5e        | 1ste ronde groep 4: 1ste W van Bondsrepubliek Duitsland: 11-5 W van Oostenrijk: 12-4 W van Zwitserland: 12-4 kwartfinale: V van Italië: 2-9 |
| |                 |           | |
| Halina Balon                                                                                          | floret (v)      | 17e       | 1ste ronde groep 7: 1ste W van FRG Oertel: 4-2 W van ITA Ragno-Lonzi: 4-3 W van SUI Ragamey: 4-0 W van GBR Henley: 4-3 W van USA O'Donnell: 4-2 kwartfinale 2: 5de V van ITA Ragno-Lonzi: 3-4 V van URS Belova: 3-4 V van FRG Oertel: 1-4 W van FRA Dumont-Gapais: 4-2 V van HUN Rejtő-Sági: 3-4 |
| Elżbieta Franke                                                                                       | floret (v)      | 14e       | 1ste ronde groep 6: 2de V van SWE Palm: 2-4 W van USA White: 4-2 W van AUS McDougall: 4-2 W van GBR Wardell-Yerburgh: 4-2 W van TUR Ezinler: 4-0 kwartfinale 4: 4de V van BEL Lecomte: 0-4 V van ITA Consolata Collino: 2-4 W van FRA Ceretti: 4-3 W van USA White: 4-3 W van GBR Green: 4-3 |
| Kamilla Składanowska                                                                                  | floret (v)      | 35e       | 1ste ronde groep 4: 5de V van FRA Ceretti: 1-4 V van TCH Ráczová: 1-4 W van HUN Szolnoki: 4-1 W van AUS Exelby: 5-2 V van ARG Iannuzzi-San Martín: 1-4 |
| Halina Balon Krystyna Machnicka-Urbańska Jolanta Bebel-Rzymowska Kamilla Składanowska Elżbieta Franke | floret team (v) | 7e        | 1ste ronde groep 2: 3de V van Italië: 3-10 G van Bondsrepubliek Duitsland: 8-8 G van Verenigde Staten: 8-8 |

### Schietsport
| Olympiër            | Onderdeel                    | Resultaat | Prestatie                             |
| ------------------- | ---------------------------- | --------- | ------------------------------------- |
| Eugeniusz Pędzisz   | 50m geweer 3 houdingen       | 36e       | 1128 punten: (393-354-381)            |
| Andrzej Sieledcow   | 50m geweer 3 houdingen       | 6e        | 1151 punten: (395-369-387)            |
| Eulalia Rolińska    | 50m geweer liggend           | 28e       | 593 punten: (99-97-100-99-100-98)     |
| Andrzej Trajda      | 50m geweer liggend           | 9e        | 597 punten: (100-100-100-100-98-99)   |
| Eugeniusz Pędzisz   | 300m vrij geweer 3 houdingen | 19e       | 1131 punten: (392-363-376)            |
| Andrzej Sieledcow   | 300m vrij geweer 3 houdingen | 16e       | 1135 punten: (386-369-380)            |
| Zbigniew Fedyczak   | 50m pistool                  | 23e       | 546 punten: (90-90-95-92-90-89)       |
| Rajmund Stachurski  | 50m pistool                  | 4e        | 559 punten: (91-88-99-95-92-94)       |
| Zbigniew Fedyczak   | 25m snelvuurpistool          | 14e       | 587 punten: (197-199-191)             |
| Józef Zapędzki      | 25m snelvuurpistool          | Goud      | 594 punten: (200-199-196) (OR)        |
| Wiesław Gawlikowski | skeet                        | 39e       | 185 punten: (23-23-22-22-23-25-24-23) |
| Artur Rogowski      | skeet                        | 20e       | 190 punten: (22-23-24-25-21-25-25-25) |
| Adam Smelczyński    | trap                         | 11e       | 190 punten: (24-23-24-20-25-25-25-24) |
| Grzegorz Strouhal   | trap                         | 35e       | 179 punten: (22-21-25-19-24-23-24-21) |
| Zygmunt Bogdziewicz | 50m bewegend doel            | 17e       | 541 punten: (276-265)                 |
| Roman Kuzior        | 50m bewegend doel            | 21e       | 536 punten: (272-264)                 |

### Schoonspringen
| Olympiër          | Onderdeel     | Resultaat | Prestatie                                                        |
| ----------------- | ------------- | --------- | ---------------------------------------------------------------- |
| Jakub Puchow      | 10m toren (m) | 17e       | voorronde: 17de met 281,34 punten                                |
|                   |               |           |                                                                  |
| Regina Krajnow    | 3m plank (v)  | 18e       | voorronde: 18de met 248,91 punten                                |
| Elżbieta Wierniuk | 3m plank (v)  | 8e        | voorronde: 6de met 277,32 punten finale: 8ste met 408,36 punten  |
| Regina Krajnow    | 10m toren (v) | 17e       | voorronde: 17de met 179,79 punten                                |
| Elżbieta Wierniuk | 10m toren (v) | 11e       | voorronde: 10de met 188,10 punten finale: 11de met 310,08 punten |

### Turnen
| Olympiër | Onderdeel                | Resultaat | Prestatie                                                              |
| --- | ------------------------ | --------- | ---------------------------------------------------------------------- |
| Jerzy Kruża | brug (m)                 | 72e       | kwalificatie: 72ste met 17,65 punten                                   |
| Mikołaj Kubica | brug (m)                 | 11e       | kwalificatie: 11de met 18,85 punten                                    |
| Sylwester Kubica | brug (m)                 | 24e       | kwalificatie: 24ste met 18,50 punten                                   |
| Wilhelm Kubica | brug (m)                 | 29e       | kwalificatie: 29ste met 18,40 punten                                   |
| Mieczysław Strzałka | brug (m)                 | 102e      | kwalificatie: 102de met 16,65 punten                                   |
| Andrzej Szajna | brug (m)                 | 17e       | kwalificatie: 17de met 18,60 punten                                    |
| Jerzy Kruża | paard voltige (m)        | 52e       | kwalificatie: 52ste met 17,60 punten                                   |
| Mikołaj Kubica | paard voltige (m)        | 11e       | kwalificatie: 11de met 18,55 punten                                    |
| Sylwester Kubica | paard voltige (m)        | 17e       | kwalificatie: 17de met 18,30 punten                                    |
| Wilhelm Kubica | paard voltige (m)        | 6e        | kwalificatie: 6de met 18,70 punten finale: 6de met 18,75 punten        |
| Mieczysław Strzałka | paard voltige (m)        | 28e       | kwalificatie: 28ste met 18,05 punten                                   |
| Andrzej Szajna | paard voltige (m)        | 34e       | kwalificatie: 34ste met 17,90 punten                                   |
| Jerzy Kruża | rekstok (m)              | 49e       | kwalificatie: 49ste met 17,80 punten                                   |
| Mikołaj Kubica | rekstok (m)              | 26e       | kwalificatie: 26ste met 18,40 punten                                   |
| Sylwester Kubica | rekstok (m)              | 50e       | kwalificatie: 50ste met 17,75 punten                                   |
| Wilhelm Kubica | rekstok (m)              | 48e       | kwalificatie: 48ste met 17,85 punten                                   |
| Mieczysław Strzałka | rekstok (m)              | 45e       | kwalificatie: 45ste met 17,90 punten                                   |
| Andrzej Szajna | rekstok (m)              | 15e       | kwalificatie: 15de met 18,75 punten                                    |
| Jerzy Kruża | ringen (m)               | 55e       | kwalificatie: 55ste met 17,55 punten                                   |
| Mikołaj Kubica | ringen (m)               | 20e       | kwalificatie: 20ste met 18,50 punten                                   |
| Sylwester Kubica | ringen (m)               | 12e       | kwalificatie: 12de met 18,80 punten                                    |
| Wilhelm Kubica | ringen (m)               | 33e       | kwalificatie: 33ste met 18,10 punten                                   |
| Mieczysław Strzałka | ringen (m)               | 42e       | kwalificatie: 42ste met 17,90 punten                                   |
| Andrzej Szajna | ringen (m)               | 10e       | kwalificatie: 10de met 18,85 punten                                    |
| Jerzy Kruża | sprong (m)               | 54e       | kwalificatie: 54ste met 18,00 punten                                   |
| Mikołaj Kubica | sprong (m)               | 6e        | kwalificatie: 6de met 18,75 punten                                     |
| Sylwester Kubica | sprong (m)               | 23e       | kwalificatie: 23ste met 18,40 punten                                   |
| Wilhelm Kubica | sprong (m)               | 16e       | kwalificatie: 16de met 18,50 punten                                    |
| Mieczysław Strzałka | sprong (m)               | 30e       | kwalificatie: 30ste met 18,30 punten                                   |
| Andrzej Szajna | sprong (m)               | 41e       | kwalificatie: 41ste met 18,20 punten                                   |
| Jerzy Kruża | vloer (m)                | 48e       | kwalificatie: 48ste met 17,75 punten                                   |
| Mikołaj Kubica | vloer (m)                | 31e       | kwalificatie: 31ste met 18,20 punten                                   |
| Sylwester Kubica | vloer (m)                | 7e        | kwalificatie: 7de met 19,00 punten                                     |
| Wilhelm Kubica | vloer (m)                | 25e       | kwalificatie: 25ste met 18,35 punten                                   |
| Mieczysław Strzałka | vloer (m)                | 53e       | kwalificatie: 53ste met 17,65 punten                                   |
| Andrzej Szajna | vloer (m)                | 9e        | kwalificatie: 9de met 18,85 punten                                     |
| Jerzy Kruża | individuele meerkamp (m) | 50e       | kwalificatie: 50ste met 106,35 punten                                  |
| Mikołaj Kubica | individuele meerkamp (m) | 38e       | kwalificatie: 13de met 111,25 punten                                   |
| Sylwester Kubica | individuele meerkamp (m) | 22e       | kwalificatie: 17de met 110,75 punten finale: 22ste met 110,325 punten  |
| Wilhelm Kubica | individuele meerkamp (m) | 20e       | kwalificatie: 23ste met 109,90 punten finale: 20ste met 110,550 punten |
| Mieczysław Strzałka | individuele meerkamp (m) | 48e       | kwalificatie: 48ste met 106,45 punten                                  |
| Andrzej Szajna | individuele meerkamp (m) | 15e       | kwalificatie: 15de met 111,15 punten finale: 15de met 110,975 punten   |
| Mikołaj Kubica Andrzej Szajna Sylwester Kubica Wilhelm Kubica Mieczysław Strzałka Jerzy Kruża                            | meerkamp team (m)        | 4e        | 551,10 punten                                                          |
| |                          |           |                                                                        |
| Małgorzata Barlak-Kamasińska                                                                                             | balk (v)                 | 50e       | kwalificatie: 50ste met 17,25 punten                                   |
| Joanna Bartosz | balk (v)                 | 91e       | kwalificatie: 91ste met 16,60 punten                                   |
| Danuta Fidusiewicz-Prusinowska                                                                                           | balk (v)                 | 53e       | kwalificatie: 53ste met 17,20 punten                                   |
| Dorota Klencz | balk (v)                 | 89e       | kwalificatie: 89ste met 16,65 punten                                   |
| Danuta Lubowska | balk (v)                 | 98e       | kwalificatie: 98ste met 16,30 punten                                   |
| Łucja Matraszek | balk (v)                 | 91e       | kwalificatie: 91ste met 16,60 punten                                   |
| Małgorzata Barlak-Kamasińska                                                                                             | brug (v)                 | 42e       | kwalificatie: 82ste met 17,10 punten                                   |
| Joanna Bartosz | brug (v)                 | 42e       | kwalificatie: 42ste met 18,15 punten                                   |
| Danuta Fidusiewicz-Prusinowska                                                                                           | brug (v)                 | 87e       | kwalificatie: 87ste met 16,95 punten                                   |
| Dorota Klencz | brug (v)                 | 77e       | kwalificatie: 77ste met 17,25 punten                                   |
| Danuta Lubowska | brug (v)                 | 91e       | kwalificatie: 91ste met 16,75 punten                                   |
| Łucja Matraszek | brug (v)                 | 22e       | kwalificatie: 22ste met 18,50 punten                                   |
| Małgorzata Barlak-Kamasińska                                                                                             | sprong (v)               | 69e       | kwalificatie: 69ste met 17,50 punten                                   |
| Joanna Bartosz | sprong (v)               | 65e       | kwalificatie: 65ste met 17,55 punten                                   |
| Danuta Fidusiewicz-Prusinowska                                                                                           | sprong (v)               | 84e       | kwalificatie: 84ste met 17,30 punten                                   |
| Dorota Klencz | sprong (v)               | 91e       | kwalificatie: 91ste met 17,15 punten                                   |
| Danuta Lubowska | sprong (v)               | 56e       | kwalificatie: 56ste met 17,70 punten                                   |
| Łucja Matraszek | sprong (v)               | 37e       | kwalificatie: 37ste met 18,00 punten                                   |
| Małgorzata Barlak-Kamasińska                                                                                             | vloer (v)                | 47e       | kwalificatie: 47ste met 17,85 punten                                   |
| Joanna Bartosz | vloer (v)                | 19e       | kwalificatie: 19de met 18,45 punten                                    |
| Danuta Fidusiewicz-Prusinowska                                                                                           | vloer (v)                | 62e       | kwalificatie: 62ste met 17,65 punten                                   |
| Dorota Klencz | vloer (v)                | 74e       | kwalificatie: 74ste met 17,50 punten                                   |
| Danuta Lubowska | vloer (v)                | 70e       | kwalificatie: 70ste met 17,60 punten                                   |
| Łucja Matraszek | vloer (v)                | 33e       | kwalificatie: 33ste met 18,05 punten                                   |
| Małgorzata Barlak-Kamasińska                                                                                             | individuele meerkamp (v) | 63e       | kwalificatie: 63ste met 69,70 punten                                   |
| Joanna Bartosz | individuele meerkamp (v) | 52e       | kwalificatie: 52ste met 70,75 punten                                   |
| Danuta Fidusiewicz-Prusinowska                                                                                           | individuele meerkamp (v) | 72e       | kwalificatie: 72ste met 69,10 punten                                   |
| Dorota Klencz | individuele meerkamp (v) | 80e       | kwalificatie: 80ste met 68,55 punten                                   |
| Danuta Lubowska | individuele meerkamp (v) | 84e       | kwalificatie: 84ste met 68,35 punten                                   |
| Łucja Matraszek | individuele meerkamp (v) | 45e       | kwalificatie: 45ste met 71,25 punten                                   |
| Łucja Matraszek Joanna Bartosz Małgorzata Barlak-Kamasińska Danuta Fidusiewicz-Prusinowska Dorota Klencz Danuta Lubowska | meerkamp team (v)        | 10e       | 350,90 punten                                                          |

### Voetbal
| Olympiër | Onderdeel | Resultaat | Prestatie |
| --- | --------- | --------- | --- |
| Zygmunt Anczok Lesław Ćmikiewic Kazimierz Deyna Robert Gadocha Jerzy Gorgoń Zbigniew Gut Andrzej Jarosik Kazimierz Kmiecik Hubert Kostka Jerzy Kraska Grzegorz Lato Włodzimierz Lubański Joachim Marx Zygmunt Maszczyk Marian Ostafiński Marian Szeja Zygfryd Szołtysik Antoni Szymanowski Ryszard Szymczak | mannen    | Goud      | groep D: 1ste W van Colombia: 5-1 W van Ghana: 4-0 W van DDR: 2-1 groep 2: 1ste G van Denemarken: 1-1 W van Sovjet-Unie: 2-1 W van Marokko: 4-0 finale: W van Hongarije: 2-1 |

| Groep D |          |             |             |             |             |            |            |            |        |
| #       | Land     | Wedstrijden | Wedstrijden | Wedstrijden | Wedstrijden | Doelpunten | Doelpunten | Doelpunten | Punten |
| #       | Land     | G           | W           | G           | V           | V          | T          | Saldo      | Punten |
| 1       | Polen    | 3           | 3           | 0           | 0           | 11         | 2          | +9         | 6      |
| 2       | DDR      | 3           | 2           | 0           | 1           | 11         | 3          | +8         | 4      |
| 3       | Colombia | 3           | 1           | 0           | 2           | 5          | 12         | -7         | 2      |
| 4       | Ghana    | 3           | 0           | 0           | 3           | 1          | 11         | –10        | 0      |

| Ronde       | Datum      | Plaats | Land | Score    | Land |
| ----------- | ---------- | ------ | ---- | -------- | ---- |
| Groepsfase  |            |        |      |          |      |
| 28 augustus | Ingolstadt | Polen  | 5-1  | Colombia |      |
| 30 augustus | Regensburg | Polen  | 4-0  | Ghana    |      |
| 1 september | Neurenberg | Polen  | 2-1  | DDR      |      |

| Groep 2 |             |             |             |             |             |            |            |            |        |
| #       | Land        | Wedstrijden | Wedstrijden | Wedstrijden | Wedstrijden | Doelpunten | Doelpunten | Doelpunten | Punten |
| #       | Land        | G           | W           | G           | V           | V          | T          | Saldo      | Punten |
| 1       | Polen       | 3           | 2           | 1           | 0           | 9          | 2          | +7         | 5      |
| 2       | Sovjet-Unie | 3           | 2           | 0           | 1           | 7          | 4          | +3         | 4      |
| 3       | Denemarken  | 3           | 1           | 0           | 2           | 1          | 9          | -8         | 2      |
| 4       | Marokko     | 3           | 0           | 1           | 2           | 4          | 6          | -2         | 1      |

| Ronde        | Datum      | Plaats      | Land | Score     | Land |
| ------------ | ---------- | ----------- | ---- | --------- | ---- |
| Groepsfase   |            |             |      |           |      |
| 3 september  | Regensburg | Denemarken  | 1-1  | Polen     |      |
| 5 september  | Augsburg   | Sovjet-Unie | 1-2  | Polen     |      |
| 8 september  | Neurenberg | Polen       | 4-0  | Marokko   |      |
| Finale       |            |             |      |           |      |
| 10 september | München    | Polen       | 2-1  | Hongarije |      |

### Volleybal
| Olympiër | Onderdeel | Resultaat | Prestatie |
| --- | --------- | --------- | --- |
| Alojzy Świderek Bronisław Bebel Edward Skorek Jan Such Marek Karbarz Ryszard Bosek Stanisław Gościniak Stanisław Iwaniak Wiesław Gawłowski Włodzimierz Stefański Zbigniew Zarzycki Zdzisław Ambroziak | zaal (m)  | 9e        | groep A: 5de V van Tsjecho-Slowakije: 0-3 (13-15, 14-16, 8-15) W van Tunesië: 3-0 (15-6, 15-11, 15-1) V van Zuid-Korea: 1-3 (7-15, 15-13, 11-15, 6-15) V van Bulgarije: 2-3 (16-14, 15-12, 7-15, 3-15, 10-15) V van Sovjet-Unie: 2-3 (15-11, 12-15, 12-15, 15-10, 13-15) 9-10de plek: W van Cuba: 3-0 (15-2, 15-7, 15-13) |

| Groep A |                   |             |             |             |             |             |             |        |        |        |        |
| #       | Land              | Wedstrijden | Wedstrijden | Wedstrijden | Wedstrijden | Wedstrijden | Wedstrijden | Punten | Punten | Punten | Punten |
| #       | Land              | G           | W           | V           | SW          | SV          | SR          | SPW    | SPL    | Saldo  | Punten |
| 1       | Sovjet-Unie       | 5           | 5           | 0           | 15          | 3           | +12         | 257    | 196    | +61    | 10     |
| 2       | Bulgarije         | 5           | 4           | 1           | 13          | 8           | +5          | 294    | 235    | +59    | 9      |
| 3       | Tsjecho-Slowakije | 5           | 3           | 2           | 11          | 6           | +5          | 230    | 205    | +25    | 8      |
| 4       | Zuid-Korea        | 5           | 2           | 3           | 7           | 10          | -3          | 209    | 197    | +12    | 7      |
| 5       | Polen             | 5           | 1           | 4           | 8           | 12          | -4          | 237    | 259    | -22    | 6      |
| 6       | Tunesië           | 5           | 0           | 5           | 0           | 15          | -15         | 90     | 225    | -135   | 5      |

| Ronde       | Datum   | Plaats            | Land | Score   | Land |
| ----------- | ------- | ----------------- | ---- | ------- | ---- |
| Groepsfase  |         |                   |      |         |      |
| 27 augustus | München | Tsjecho-Slowakije | 3-0  | Polen   |      |
| 29 augustus | München | Polen             | 3-0  | Tunesië |      |
| 31 augustus | München | Zuid-Korea        | 3-1  | Polen   |      |
| 2 september | München | Bulgarije         | 3-2  | Polen   |      |
| 5 september | München | Sovjet-Unie       | 3-2  | Polen   |      |
| 9-10de plek |         |                   |      |         |      |
| 9 september | München | Polen             | 3-0  | Cuba    |      |

### Wielersport
| Olympiër                                                               | Onderdeel                     | Resultaat | Prestatie |
| Baan                                                                   | Baan                          | Baan      | Baan |
| ---------------------------------------------------------------------- | ----------------------------- | --------- | --- |
| Andrzej Bek                                                            | sprint (m)                    | 15e       | 1ste ronde serie 8: 2de herkansingen: W van MEX Cambroni: 11,86 2de ronde serie 5: 3de herkansingen: W van FRG Berkmann: 11,87 3de ronde serie 2: 2de herkansingen: 3de   |
| Benedykt Kocot                                                         | sprint (m)                    | 19e       | 1ste ronde serie 15: 1ste in 11,44 2de ronde serie 9: 2de herkansingen: V van NED Balk                                                                                    |
| Janusz Kierzkowski                                                     | tijdrit (m)                   | 5e        | 1.07,22 |
| Mieczysław Nowicki                                                     | individuele achtervolging (m) | 14e       | kwalificatie: 14de in 5.02,28 |
| Andrzej Bek Benedykt Kocot                                             | tandem (m)                    | Brons     | serie 6: W van ITA Rossi/Verzini: 10,56 kwartfinale: W van FRG Barth/Müller: 2-0 halve finale: V van GDR Geschke/Otto: 0-2 bronzen finale: W van FRA Morelon/Trentin: 2-0 |
| Paweł Kaczorowski Janusz Kierzkowski Mieczysław Nowicki Jerzy Głowacki | ploegenachtervolging(m)       | Brons     | kwalificatie: 6de in 4.29,00 kwartfinale: W van Sovjet-Unie: 4.25,72 halve finale: V van DDR: 4.26,39 bronzen finale: V van Groot-Brittannië: 4.26,06                     |
| Weg                                                                    |                               |           | |
| Lucjan Lis                                                             | wegwedstrijd (m)              | 36e       | 4:17.09 |
| Jan Smyrak                                                             | wegwedstrijd (m)              | DNF       | niet gefinisht |
| Stanisław Szozda                                                       | wegwedstrijd (m)              | 76e       | 4:20.41 |
| Ryszard Szurkowski                                                     | wegwedstrijd (m)              | 31e       | 4:17.09 |
| Lucjan Lis Edward Barcik Stanisław Szozda Ryszard Szurkowski           | ploegentijdrit (m)            | Zilver    | 2:11.47,5 |

### Worstelen
| Olympiër             | Onderdeel   | Resultaat   | Prestatie |
| Vrije stijl          | Vrije stijl | Vrije stijl | Vrije stijl |
| -------------------- | ----------- | ----------- | --- |
| Andrzej Kudelski     | -52kg (m)   | 11e         | 1ste ronde: W van PAN Castillo: val 2de ronde: V van CAN Bertie: beslissing 3de ronde: V van JPN Kato: val |
| Zbigniew Żedzicki    | -57kg (m)   | 10e         | 1ste ronde: W van KOR An: beslissing 2de ronde: V van JPN Yanagida: beslissing 3de ronde: W van GRE Hatziioannidis: val 4de ronde: V van BUL Shavov: val                                                                                |
| Zdzisław Stolarski   | -62kg (m)   | 11e         | 1ste ronde: V van IND Singh: beslissing 2de ronde: W van POR Gonçalves: val 3de ronde: V van FRA Toulotte: beslissing |
| Włodzimierz Cieślak  | -68kg (m)   | 7e          | 1ste ronde: W van SUI Chardonnens: beslissing 2de ronde: V van JPN Wada: beslissing 3de ronde: W van GBR Gilligan: val 4de ronde: G van GRE Ioannidis 5de ronde: V van USA Gable: val                                                   |
| Jan Wypiorczyk       | -82kg (m)   | 8e          | 1ste ronde: W van CUB Lara: val 2de ronde: W van AFG Dastagir: val 3de ronde: V van USA Peterson: val 4de ronde: V van FRG Neumair: beslissing                                                                                          |
| Paweł Kurczewski     | -90kg (m)   | 9e          | 1ste ronde: V van USA Peterson: beslissing 2de ronde: W van CAN Saunders: beslissing 3de ronde: W van MEX García: beslissing 4de ronde: V van URS Strakhov: val                                                                         |
| Ryszard Długosz      | -100kg (m)  | 6e          | 1ste ronde: W van ITA Tamussin: beslissing 2de ronde: V van HUN Csatári: val 3de ronde: vrij 4de ronde: G van BUL Todorov |
| Stanisław Makowiecki | +100kg (m)  | 8e          | 1ste ronde: W van JPN Isogai: beslissing 2de ronde: G van ROU Stîngu 3de ronde: V van IRI Eskandar-Filabi: val |
| Grieks-Romeins       |             |             | |
| Bernard Szczepański  | -48kg (m)   | 14e         | 1ste ronde: V van ITA Calafiore: beslissing 2de ronde: V van GRE Ventas: val |
| Jan Michalik         | -52kg (m)   | 5e          | 1ste ronde: W van FIN Ukkola: beslissing 2de ronde: vrij 3de ronde: V van BUL Kirov: beslissing 4de ronde: W van TCH Zeman: beslissing 5de ronde: V van ITA Bognanni: beslissing                                                        |
| Józef Lipień         | -57kg (m)   | 8e          | 1ste ronde: W van ITA Scuderi: beslissing 2de ronde: W van MGL Damdinsharav: val 3de ronde: V van URS Kazakov: val 4de ronde: V van BUL Traikov: beslissing                                                                             |
| Kazimierz Lipień     | -62kg (m)   | Brons       | 1ste ronde: W van FRA Toulotte: val 2de ronde: W van HUN Réczi: beslissing 3de ronde: W van GRE Mygiakis: val 4de ronde: W van YUG Koletić: beslissing 5de ronde: V van GDR Wehling: val bronzen finale: W van JPN Fujimoto: beslissing |
| Andrzej Supron       | -68kg (m)   | 9e          | 1ste ronde: V van ROU Popescu: val 2de ronde: W van GRE Nakos: val 3de ronde: W van IRI Dalirian: val 4de ronde: V van URS Khisamutdinov: val                                                                                           |
| Stanisław Krzesiński | -74kg (m)   | 11e         | 1ste ronde: V van FRG Schröter: beslissing 2de ronde: W van JPN Date: beslissing 3de ronde: V van SWE Karlsson: val |
| Adam Ostrowski       | -82kg (m)   | 9e          | 1ste ronde: V van USA Robinson: beslissing 2de ronde: W van TUR Yağmur: beslissing 3de ronde: V van SWE Hegedűs: val |
| Czesław Kwieciński   | -90kg (m)   | Brons       | 1ste ronde: V van GDR Metz: beslissing 2de ronde: W van BUL Ivanov: beslissing 3de ronde: V van YUG Čorak: beslissing 4de ronde: vrij 5de ronde: W van HUN Pércsi: val 6de ronde: V van URS Rezantsev: beslissing                       |
| Andrzej Skrzydlewski | -100kg (m)  | 7e          | 1ste ronde: V van FRG Hecher: punten 2de ronde: W van USA Deadrich: val 3de ronde: V van HUN Kiss: beslissing 4de ronde: V van URS Yakovenko: val                                                                                       |
| Edward Wojda         | +100kg (m)  | 8e          | 1ste ronde: V van FRG Tomov: val 2de ronde: V van ROU Dolipschi: val |

### Zeilen
| Olympiër                                               | Onderdeel       | Resultaat | Prestatie                                     |
| ------------------------------------------------------ | --------------- | --------- | --------------------------------------------- |
| Błażej Wyszkowski                                      | finn            | 24e       | 159,0 punten: (25-21-27-5-20-DNF-26)<>/small> |
| Zbigniew Kania Krzysztof Szymczak                      | flying dutchman | 21e       | 137,0 punten: (7-18-13-18-22-23-DSQ)<>/small> |
| Tomasz Holc Roman Rutkowski                            | tempest klasse  | 12e       | 95,7 punten: (10-14-16-6-15-4-13)<>/small>    |
| Zygfryd Perlicki Józef Błaszczyk Stanisław Stefański   | soling klasse   | 8e        | 75,0 punten: (19-14-5-9-5-14)<>/small>        |
| Lech Poklewski Tadeusz Piotrowski Aleksander Bielaczyc | drakenklasse    | 20e       | 106,0 punten: (20-21-17-2-22-21)<>/small>     |

### Zwemmen
| Olympiër                                                       | Onderdeel             | Resultaat | Prestatie                |
| -------------------------------------------------------------- | --------------------- | --------- | ------------------------ |
| Zbigniew Pacelt                                                | 100m vrije slag (m)   | 35e       | serie 5: 6de in 55,97    |
| Zbigniew Pacelt                                                | 200m vrije slag (m)   | 32e       | serie 2: 5de in 2.01,28  |
| Władysław Wojtakajtis                                          | 400m vrije slag (m)   | 23e       | serie 4: 4de in 4.16,04  |
| Władysław Wojtakajtis                                          | 1500m vrije slag (m)  | 27e       | serie 6: 4de in 17.23,47 |
| Piotr Dłucik                                                   | 100m rugslag (m)      | 25e       | serie 3: 6de in 1.01,94  |
| Piotr Dłucik                                                   | 200m rugslag (m)      | DNS       | serie 2: niet gestart    |
| Cezary Śmiglak                                                 | 100m schoolslag (m)   | 33e       | serie 2: 7de in 1.10,53  |
| Cezary Śmiglak                                                 | 200m schoolslag (m)   | 30e       | serie 2: 5de in 2.34,51  |
| Andrzej Chudziński                                             | 100m vlinderslag (m)  | 29e       | serie 1: 4de in 1.00,22  |
| Andrzej Chudziński                                             | 200m vlinderslag (m)  | 25e       | serie 2: 5de in 2.12,62  |
| Zbigniew Pacelt                                                | 200m wisselslag (m)   | 26e       | serie 5: 5de in 2.17,35  |
| Zbigniew Pacelt                                                | 400m wisselslag (m)   | 25e       | serie 5: 6de in 4.55,38  |
| Piotr Dłucik Cezary Śmiglak Andrzej Chudziński Zbigniew Pacelt | 4x100m wisselslag (m) | 15e       | serie 3: 5de in 4.07,87  |
|                                                                |                       |           |                          |
| Halina Zawadzka                                                | 200m schoolslag (v)   | DNS       | serie 1: niet gestart    |

Afghanistan · Albanië · Algerije · Amerikaanse Maagdeneilanden · Argentinië · Australië · Bahama's · Barbados · België · Bermuda · Birma · Bolivia · Bondsrepubliek Duitsland · Brazilië · Brits-Honduras · Bulgarije · Canada · Ceylon · Chili · Colombia · Congo-Brazzaville · Costa Rica · Cuba · Dahomey · Denemarken · Dominicaanse Republiek · Duitse Democratische Republiek · Ecuador · Egypte · El Salvador · Ethiopië · Fiji · Filipijnen · Finland · Frankrijk · Gabon · Ghana · Griekenland · Groot-Brittannië · Guatemala · Guyana · Haïti · Hongarije · Hongkong · Ierland · IJsland · India · Indonesië · Iran · Israël · Italië · Ivoorkust · Jamaica · Japan · Joegoslavië · Kameroen · Kenia · Khmerrepubliek · Koeweit · Lesotho · Libanon · Liberia · Liechtenstein · Luxemburg · Madagaskar · Malawi · Maleisië · Mali · Malta · Marokko · Mexico · Monaco · Mongolië · Nederland · Nederlandse Antillen · Nepal · Nicaragua · Nieuw-Zeeland · Niger · Nigeria · Noord-Korea · Noorwegen · Oeganda · Oostenrijk · Opper-Volta · Pakistan · Panama · Paraguay · Peru · Polen · Portugal · Puerto Rico · Roemenië · San Marino · Saoedi-Arabië · Senegal · Singapore · Soedan · Somalië · Sovjet-Unie · Spanje · Suriname · Swaziland · Syrië · Taiwan · Tanzania · Thailand · Togo · Trinidad en Tobago · Tsjaad · Tsjecho-Slowakije · Tunesië · Turkije · Uruguay · Venezuela · Verenigde Staten · Vietnam · Zambia · Zuid-Korea · Zweden · Zwitserland